# Cannabis en Tchéquie

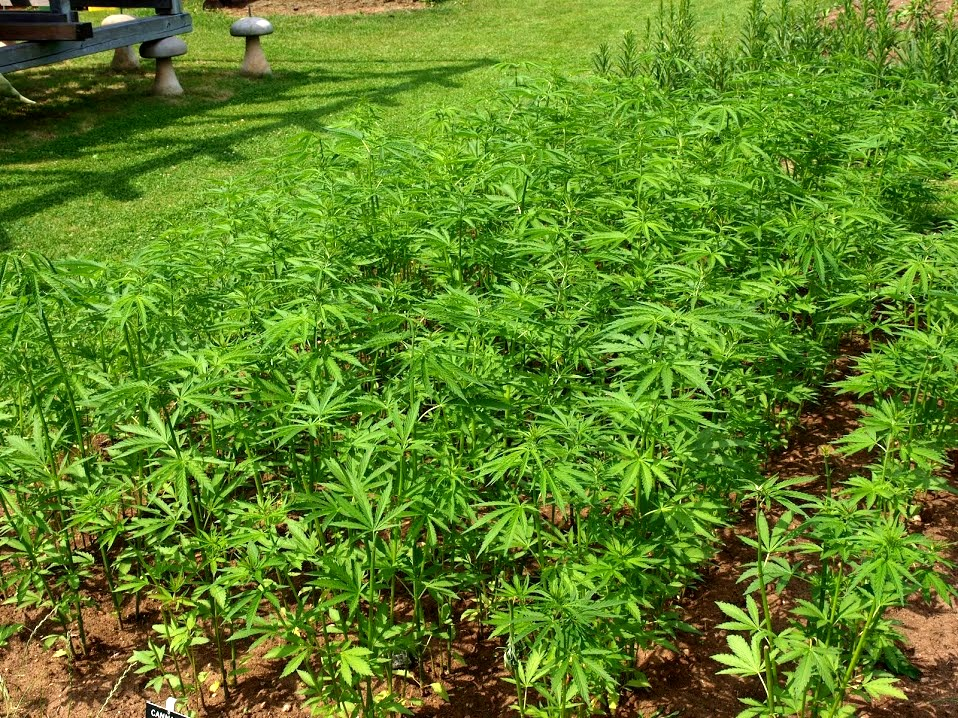

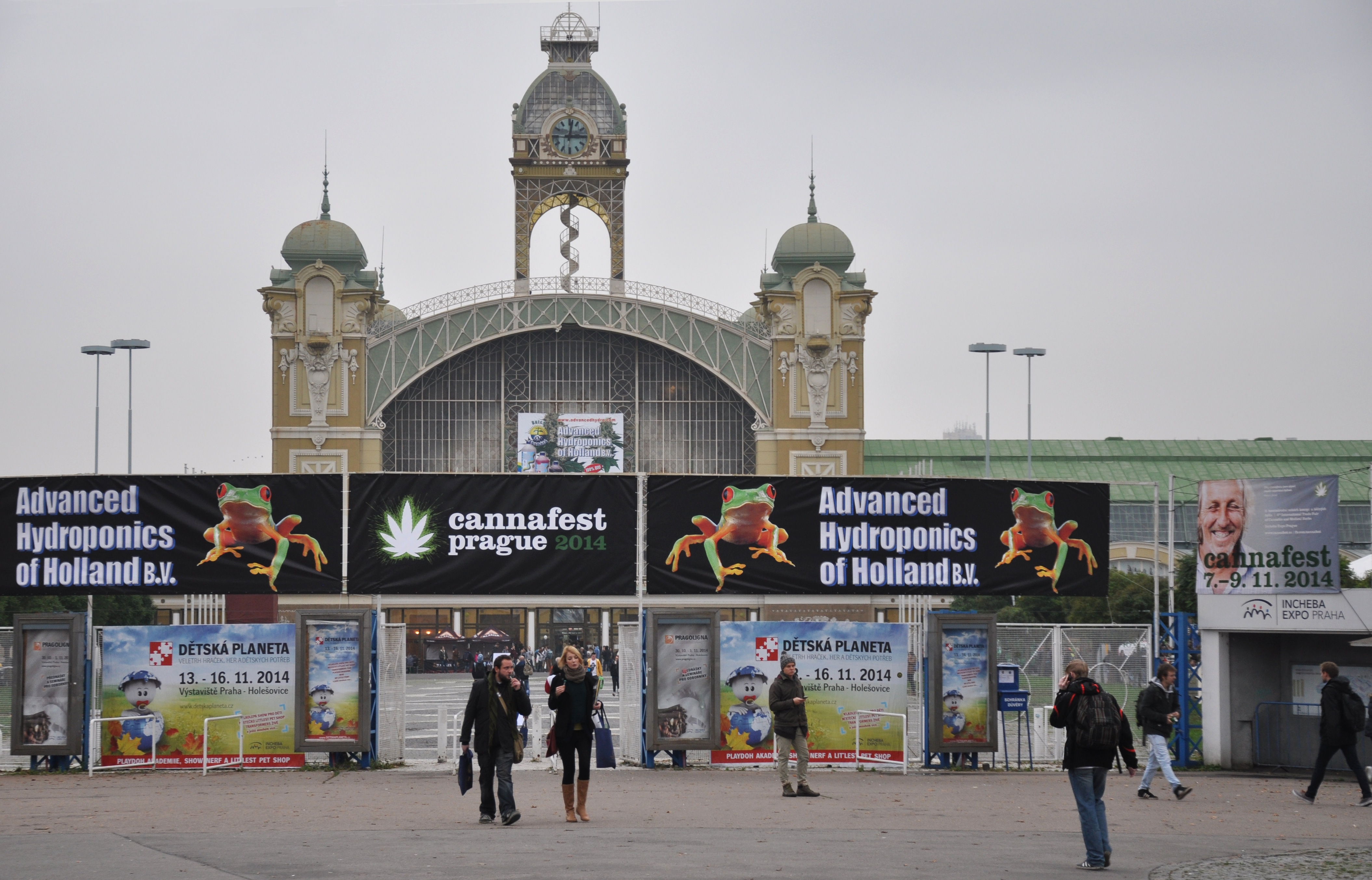
Cannafest Prague 2014

La Tchéquie tolère la possession de petites quantités de cannabis : jusqu'à 15 grammes de marijuana et 5 grammes de résine. De plus depuis le 1er avril 2013 l'utilisation de cannabis thérapeutique est devenue légale.